# Lohnware
Der Begriff Lohnware bezeichnet das Produkt, welches bei einer Lohnverarbeitung entsteht, vergleichbar mit einer Dienstleistung. Die Lohnverarbeitung bezeichnet hierbei den Vorgang, bei dem Rohstoffe zu einem fertigen Produkt gegen einen Lohn verarbeitet werden.
Der Kunde, welcher die Lohnware erhält, liefert den Rohstoff an und erhält, je nach Betrieb, das Endprodukt in einem bestimmten Verhältnis und/oder gegen eine Gebühr. Dieses Verfahren wird vorwiegend, aber nicht ausschließlich, in der Landwirtschaft angewendet. Beispielsweise bringt ein Endkunde Obst zu einer Kelterei, diese verarbeitet das Obst und der Kunde erhält für sein Obst sowie für eine Abfüll- und Flaschengebühr eine bestimmte Menge Fruchtsaft.